# 史学研究会
史学研究会（しがくけんきゅうかい、英語: The Society of Historical Research）は、1908年に創設された、歴史学の学術団体。日本学術会議協力学術研究団体であり、日本学術会議などによる「学会名鑑」にも学会として登録されている。
1908年、京都帝国大学文科大学史学科の教官・学生を中心に創立された。1915年に会誌『史林』を創刊し、1954年以降は年に6号のペースで発行している。
現在は、春に例会（シンポジウム）を、秋に大会（公開講演）を開催している。